# Gheorghe Briceag
Gheorghe Briceag (n. 15 aprilie 1928 – d. 16 august 2008, Bălți) a fost un cunoscut apărător al drepturilor omului în Republica Moldova și presedinte al Filialei Bălți a Comitetului Helsinki pentru Apărarea Drepturilor Omului și membru al organizației Amnesty International.

## Biografie
Briceag s-a născut în județul Botoșani. A fost condamnat, în anii 1940, de puterea bolșevică la zece ani de GULAG și mai apoi la șapte ani de exil pentru că a organizat unul dintre primele grupuri de rezistență antisovietică din Basarabia .

## Premiul Homo Homini
La 27 aprilie 2005, Gheorghe Briceag a intrat în posesia Premiului Homo Homini ("Premiul pentru Demnitate Umană") pentru anul 2004, oferit de Fundația People in Need. Gheorghe Briceag este unicul reprezentant al Republicii Moldova, care s–a învrednicit de acest premiu și al șaptelea din lume. Premiul Homo Homini i–a fost acordat pentru contribuția la protecția drepturilor omului în Republica Moldova și pentru opunerea sa procesului de reinstalare a simbolurilor și ideologiei sovietice .

## Anticomunist convins
În ultimii ani, Gheorghe Briceag a devenit simbol al luptei cu comunismul. El s-a opus cu vehemență intențiilor autorităților locale și Partidului Comuniștilor de a reinstala monumentul lui Lenin în centrul orașului Balti. Briceag amenințase că se va autoincendia dacă va fi reinstalat monumentul „tătucului” 
La Praga, Gheorghe Briceag a fost și unul dintre cei cinci membri ai juriului la ediția a șaptea a Festivalului "One World Human Rights", manifestare care face parte dintr–o rețea de 200 de festivaluri video/audio din Europa.
Gheorghe Briceag, supranumit „ultimul disident” din Republica Moldova, s-a stins din viață la 17 august 2008, fiind înmormântat în partea veche a cimitirului din Bălți.  Cu câteva luni înainte de a decedat, Briceag a declarat că, dacă Moldova se va reunifica cu România, își va rade barba de fericire.